# 12903 Isabellekatz
12903 Isabellekatz è un asteroide della fascia principale. Scoperto nel 1998, presenta un'orbita caratterizzata da un semiasse maggiore pari a 2,4270870 au e da un'eccentricità di 0,1948605, inclinata di 2,61444° rispetto all'eclittica.